# Энгель, Франк
Франк Э́нгель (нем. Frank Engel; род. 15 февраля 1951, Лейпциг, ГДР) — немецкий футболист, тренер.

## Клубная карьера
Энгель родился в Лейпциге, Восточная Германия, и начал свою игровую карьеру в «Бёлиц-Эренберг» в пригороде Лейпцига, а затем перешел в клуб Оберлиги ГДР «Хеми» (Лейпциг). Здесь он играл за молодёжную команду. За первую команду игроку сыграть так и не удалось из-за длительных проблем со спиной. По окончании карьеры игрока стал тренером своего последнего клуба, «Хеми». В 1976 году стал тренером юношеских команд ГДР.